# 高中生餐廳
高中生餐廳，是由2011年5月7日開始播放的日本電視台連續劇，播放時間為逢星期六日本時間晚上九時。初回擴大15分鐘，宣傳詞為「烹调和人生是认真比赛。」

## 概要
本劇由真人故事改編，實際的高中生餐廳位於三重縣多氣町內，由當地相可高等學校的現役高中生經營。
主演的松岡昌宏（東京小子成員）第七度主演「土九」，是自2008年7月康子與健兒以來，相隔2年10個月再次於同一時段主演電視連續劇，亦是自1998年播映的LOVE&PEACE以來，相隔13年再次有東京小子的成員於同時段4月主演連續劇。
共演的吹石一惠與板谷由夏自熱血小教師以來相隔8年4個月、神木隆之介自偵探家族以來相隔8年10個月、川島海荷自怪物王子以來相隔1年及伊藤英明自我的魔法師以來相隔8年再次於同一時段出演。
本劇原定於2011年4月23日首播，但因東日本大震災影響而延至5月7日播出，與之前的作品小汪刑事的最終回相隔6週。

## 故事大綱
《高中生餐廳》講述由松岡昌宏飾演的新人臨時教師村木新吾，原本是一名廚師在東京工作，因工作的失意離開後受到好友的邀請，返回故鄉的高校，帶領著一眾高中學生們共同經營餐廳，使得已經失去了希望和夢想的他們重新拾起了勇氣，同時自己也伴隨著他們一同成長的故事。

## 演員

### 三重県立相河高校教職員
- 村木 新吾 - 松岡昌宏（香港配音員：陳欣）

曾是廚師，料理科的新任臨時教師。以故事主人公村林新吾為原型。
- 吉崎 文香 - 板谷由夏（香港配音員：黃玉娟）

與新吾對立的教務主任。
- 岩瀨 厚一 - 平田滿（香港配音員：朱子聰）

校長。
- 佐藤 圭作 - 河西健司（香港配音員：招世亮）

教頭。

### 三重縣立相河高校烹飪學會會員

#### 3年生
- 中村幸一 - 野村周平（部長） （香港配音員：曹啟謙）
- 坂本陽介 - 神木隆之介（香港配音員：李凱傑）
- 宮沢真帆 - 能年玲奈（香港配音員：張頌欣）
- 宮下　剛 - 草川拓弥
- 村中　亮 - 鈴木龍之介
- 河田圭悟 - 椿直（香港配音員：巫哲棋）
- 名張洋二 - 坂本優太
- 御濱明日香 - 藤田絢子
- 川口育枝 - 堀本雪詠
- 鳥羽裕子 - （香港配音員：余欣沛）

#### 2年生
- 米本真衣 - 川島海荷（副部長）（香港配音員：羅杏芝）（與陽介青梅竹馬）
- 長江彩那 - 村上友梨（香港配音員：何璐怡）
- 仲田俊平 - 中島廣稀（香港配音員：張裕東）
- - 疋田英美
- 龜山志保 - 藤井武美
- 星野佳世 - 大野絲（香港配音員：曾佩儀）
- 高木小百合 - 藤原令子
- 田村翔太 - 秋元龍太朗
- 横山　茜 - 角池惠里菜

#### 1年生
- 川瀨真奈美 - 三吉彩花（香港配音員：陳皓宜）
- 細川里美 -
- 深山由佳 - 沼倉花菜
- 中原　唯 - 小松美月
- 五十鈴利基 - 深澤大河
- 山崎美穂 -
- 清永正太郎 - 中根大樹
- 佐佐木浩典 - 中田晴大
- 松下幸成 - 板倉輝
- 水野健太 - 持丸加賀（香港配音員：李致林）

### 三重県相河町役場(町政府辦公室)
- 岸野 宏 - 伊藤英明（香港配音員：雷霆）

役場職員、與新吾青梅竹馬。以多氣町役場職員岸川政之為原型。
- 戶倉 正也 - 金田明夫

観光課課長。
- 都甲 仁美 - 柴本幸 （香港配音員：鄭麗麗）

農林商工課派遣員。

### 村木家
- 村木 遥 - 吹石一惠 （香港配音員：林芷筠）

新吾的妹妹。
- 村木 定俊 - 原田芳雄（特別出演） （香港配音員：張炳強）

寺廟住持，新吾與遥的父親。

### 坂本家
- 陽介的祖母 - 鷲尾真知子 第1話・第4話（香港配音員：袁淑珍）

### 客串演員
第1話
- 老奶奶 - 森康子
- 相河高中的老師 - 阿部翔平
- 新吾工作的餐廳的廚師長 - 俵木藤汰
- 新吾工作的餐廳的女服務生 - 込山順子
- 新吾的母親（照片）- 持田雅代
- 相河鎮公所的職員 - 相原嵩明
- 相河鎮公所的鎮長 - 清水昭博

第2話
- 新吾工作的餐廳的老闆風間 - 高橋克實（最終話）（香港配音員：陳永信）

第4話
- 高科悠平 - 織本順吉（香港配音員：譚炳文）

假裝食物中毒的老人。
第5話
- 視察團 - 岸昌代、嶋崎伸夫
- 相河高中其他學生 - 伊勢實鳩、今泉彩良

第6話
- 星野重雄 - 西村雅彥

農業連盟會長。協助高中生餐廳的人，星野同學的父親。
- 農民 - 森喜行

岸野去拜託要出售的蔬菜而被他給回絕。
- 客人 - 吉本菜穗子

聽了川瀨所介紹的調味料後而無法回答，要求星野支援。
第8話
- 開業醫生 - 久保晶（香港配音員：譚炳文）

幫得了感冒而躺在床上的新吾看病。
- 融資人 中谷  - 福本伸一

岸野輸掉的熱情，並對學長的店融資總店的約定。
- 井上華月

新吾回憶中給他笑容的女孩子。
最終話
- 新吾工作的餐廳的廚師 - 荒川大三郎

- 各企業採用擔任員 - 毎度豐、山野史人

## 製作人員
- 原案 - 村林新吾（伊勢新聞社刊）
- 劇本 - 吉本昌弘、山崎淳也、
- 導演 - 吉野洋、豬股隆一、佐久間紀佳
- 音樂 - 服部隆之
- 撮影 - 迫信博
- 照明 - 小林靖直
- 音聲 - 岡田平次
- 剪接 - 高橋稔
- 聲效製作 - 栗山伸彦
- 技術協助 - NiTRo
- 廣報 - 角田久美子、神山喜久子
- 高主管製作人 - 櫨山裕子
- 製作人 - 荻野哲弘、内山雅博（Office Crescendo ）
- 製作協助 - Office Crescendo
- 製作著作 - 日本電視台

## 主題曲
- 東京小子

## 播放日期、標題、收視率
| 話数                                                               | 放送日        | 副標題 | 劇本     | 演出       | 收視率 |
| ------------------------------------------------------------------ | ------------- | ------ | -------- | ---------- | ------ |
| 第1話                                                              | 2011年5月7日  |        | 吉本昌弘 | 吉野洋     | 13.1%  |
| 第2話                                                              | 2011年5月14日 |        | 吉本昌弘 | 吉野洋     | 11.2%  |
| 第3話                                                              | 2011年5月21日 |        | 山崎淳也 | 猪股隆一   | 10.9%  |
| 第4話                                                              | 2011年5月28日 |        | 吉本昌弘 | 佐久間紀佳 | 11.3%  |
| 第5話                                                              | 2011年6月4日  |        | 吉本昌弘 | 吉野洋     | 11.5%  |
| 第6話                                                              | 2011年6月11日 |        |          | 猪股隆一   | 8.7%   |
| 第7話                                                              | 2011年6月18日 |        | 吉本昌弘 | 吉野洋     | 10.2%  |
| 第8話                                                              | 2011年6月25日 |        | 山崎淳也 | 猪股隆一   | 9.5%   |
| 最終話                                                             | 2011年7月2日  |        |          | 吉野洋     | 9.7%   |
| 平均收視率10.68%（收視率為日本關東地區，由Video Research所調查。） |               |        |          |            |        |

## 外部連結
- 官方網站 （页面存档备份，存于）

| 日本日本電視台 日本電視台週六連續劇 | 日本日本電視台 日本電視台週六連續劇 | 日本日本電視台 日本電視台週六連續劇 |
| ----------------------------------- | ----------------------------------- | ----------------------------------- |
|                                     | 高中生餐廳 （2011.5.7 - 2011.7.2）  |                                     |
| 小汪刑事 （2011.1.15 - 2011.3.19）  | 唐吉訶德 （2011.7.9 - 2011.9.24）   |                                     |

| 香港 無綫電視J2 星期五22:30-23:30                                                   | 香港 無綫電視J2 星期五22:30-23:30      | 香港 無綫電視J2 星期五22:30-23:30 |
| ----------------------------------------------------------------------------------- | -------------------------------------- | --------------------------------- |
|                                                                                     | 高中生餐廳 （2011.12.09- 2012.02.03）  |                                   |
| 決定不哭的日子 （2011.09.30 - 2011.11.25） 決定不哭的日子~秘書室起義 （2011.12.02） | 原來是美男 （2012.02.10 - 2012.04.27） |                                   |
| 香港 無綫劇集台 星期一至五16:00-17:00                                               |                                        |                                   |
| 不良仔與四眼妹 （2012.12.10 - 2012.12.21）                                          | 高中生餐廳 （2012.12.24 - 2013.01.03） | （2013.01.04 - 2013.01.07）       |
| 香港 無綫電視J2 星期一至五 14:00-15:00                                              |                                        |                                   |
| 吉列合唱團（第二季） （2013.04.10 - 2013.05.09）                                    | 高中生餐廳 （2013.05.10 - 2013.05.22） | （2013.05.23 - 2013.06.05）       |